# 한경애
한경애(韓敬愛, 1954년 4월 19일~)는 대한민국의 가수이자 성우이다.
홍익대학교 응용미술학과, 홍익대학교 산업미술대학원 섬유예술학과를 졸업했다. 1978년에 동양방송(DBS) 라디오 프로그램 《3시의 다이얼》을 진행하면서 디스크 자키로 데뷔했고 1979년에는 미니 음반을 발표하면서 가수로 데뷔했다. 1980년 5월에는 시 낭송 1집 음반 《우울한 샹송》을 발표했고 1980년 10월에는 시 낭송 2집 음반 《빼앗긴 들에도 봄은 오는가》를 발표했다.
1981년에 정규 음반 1집 《한경애 독집》을 발표한 이래 1989년까지 4장의 정규 음반을 발표했으며 대표곡으로는 〈미운 사람〉 , 〈잊혀지지 않아요〉 , 〈옛 여인의 노래〉 , 〈겨울 바다〉, 〈옛 시인의 노래〉, 〈타인의 계절〉, 〈파도였나요〉, 〈여심〉, 〈비와 가랑잎〉, 〈인생〉, 〈파랑새〉, 〈눈물 속에 피는 꽃〉, 〈그대 내 손 잡아주오〉, 〈귀로〉 , 〈만추〉, 〈연인의 초상〉 등이 있다. 또한 문화방송(MBC) FM 라디오 프로그램 《한경애의 영화 음악》을 진행하기도 했다. 1988년에 한국방송 성우극회 21기로 입사하면서 성우로 전향했고 한국방송(KBS) FM 라디오 가요 프로그램 《밤의 교차로》의 진행을 맡았다. 1990년대에는 평화방송(PBC) FM 라디오 클래식 음악 프로그램 《평화음악실》, 올드 팝송 프로그램 《시간의 흐름 속에》, 영화 음악 프로그램 《PBC 영화 음악》을 진행했다.

## 음반 목록

### 정규 음반
- 1981년 정규 음반 1집 《한경애 독집》
- 1984년 정규 음반 2집 《한경애 2집》
- 1985년 정규 음반 3집 《한경애 3집》
- 1989년 정규 음반 4집 《한경애》

### 미니 음반
- 1979년 미니 음반 1집 《한경애 새노래 모음》
- 1980년 미니 음반 2집 《한경애 (이현섭 작곡집)》

### 기타 음반
- 1980년 시 낭송 음반 1집 《우울한 샹송》
- 1980년 시 낭송 음반 2집 《빼앗긴 들에도 봄은 오는가》

## 출연작

### 방송 프로그램
- 다큐이사람(EBS) - 다큐 나레이션
- 헬스크린 비데(유레카 산업) - CF 나레이션
- 지역소식이모저모(ABN) - 시민 아나운서
- 월드컵 D-30 특집 5인의 선택 월드컵을 빛낼스타(KBS)
- 동굴속의 비밀(SBS)
- 다큐공감 (KBS1)
- 한국기행(EBS)

### 광고
- 농심 (신라면) ~민생안심 신라면, (농심 새우깡)
- 현대모비스
- 키친아트
- 우먼센스
- 로얄와이셔츠
- 라미화장품
- 쥬리아화장품 (로제드비)
- 오리온 (초코파이 정)
- 공익광고협의회 (더 많습니다,야생화,맑은물이 그립습니다,섬돌위의 신발,초보운전자 배려(라디오 광고))
- 동서식품 (맥심커피)
- 안국약품 (젠타론)(성우:한상덕)
- 해태제과식품 (세라비) (쿠키&쿠키) (성우:장세준)
- 한국지엠 (매그너스) ~ 여고동창생찾기 캠페인
- 현대자동차 (싼타모플러스)
- 롯데네슬레코리아 (초이스커피)
- 금강제화 (갈란테,휘어레디)
- 롯데칠성음료 (칠성사이다)
- 남양유업 (임페리얼 골드)
- 현대자동차카드 (성우:송두석)
- 한국맥도날드
- 롯데칠성음료 (델몬트선물세트)
- 교보생명
- 삼성물산 (래미안)
- 롯데웰푸드 (에스트 생크림,커피맛) (구독껌) (휘바껌)
- 포스코건설